# Finales NBA 2006
Navigation
Finales 2005 Finales 2007
Les finales NBA 2006 sont la dernière série de matchs de la saison 2005-2006 de la NBA et la conclusion des séries éliminatoires (playoffs) de la saison. Le champion de la conférence Est, le Heat de Miami rencontre le champion de la conférence Ouest, les Mavericks de Dallas. Dallas possède l'avantage du terrain. 

## Lieux des compétitions
Les deux salles pour le tournoi ces finales sont : l'American Airlines Arena de Miami et l'American Airlines Center de Dallas.
| Dallas                   | \| Miami Dallas \| | Miami                   |
| American Airlines Center | \| Miami Dallas \| | American Airlines Arena |
| Capacité: 19 200         | \| Miami Dallas \| | Capacité: 19 600        |
| American Airlines Center | \| Miami Dallas \| | American Airlines Arena |
| Miami Dallas             |                    |                         |

## Résumé de la saison régulière
Les huit premiers de chaque conférence sont qualifiés pour les playoffs.
| Champion de division | Qualifié pour les playoffs | Non qualifié pour les playoffs |

### Par conférence
| Conférence Est | Conférence Est         | Conférence Est | Conférence Est | Conférence Est |
| No             | Franchise              | Vic.           | Déf.           | PCT            |
| -------------- | ---------------------- | -------------- | -------------- | -------------- |
| 1              | Pistons de Détroit     | 64             | 18             | 78.0           |
| 2              | Heat de Miami C        | 52             | 30             | 63.4           |
| 3              | Nets du New Jersey     | 49             | 33             | 59.8           |
| 4              | Cavaliers de Cleveland | 50             | 32             | 61.0           |
| 5              | Wizards de Washington  | 42             | 40             | 51.2           |
| 6              | Pacers de l'Indiana    | 41             | 41             | 50.0           |
| 7              | Bulls de Chicago       | 41             | 41             | 50.0           |
| 8              | Bucks de Milwaukee     | 40             | 42             | 48.8           |
|                |                        |                |                |                |
| 9              | 76ers de Philadelphie  | 38             | 44             | 46.3           |
| 10             | Magic d'Orlando        | 36             | 46             | 43.9           |
| 11             | Celtics de Boston      | 33             | 49             | 40.2           |
| 12             | Raptors de Toronto     | 27             | 55             | 32.9           |
| 13             | Bobcats de Charlotte   | 26             | 56             | 31.7           |
| 14             | Hawks d'Atlanta        | 26             | 56             | 31.7           |
| 15             | Knicks de New York     | 23             | 59             | 28.0           |

| Conférence Ouest | Conférence Ouest                             | Conférence Ouest | Conférence Ouest | Conférence Ouest |
| No               | Franchise                                    | Vic.             | Déf.             | PCT              |
| ---------------- | -------------------------------------------- | ---------------- | ---------------- | ---------------- |
| 1                | Spurs de San Antonio                         | 63               | 19               | 76.8             |
| 2                | Suns de Phoenix                              | 54               | 28               | 65.9             |
| 3                | Nuggets de Denver                            | 44               | 38               | 53.7             |
| 4                | Mavericks de Dallas                          | 60               | 22               | 73.2             |
| 5                | Grizzlies de Memphis                         | 49               | 33               | 59.8             |
| 6                | Clippers de Los Angeles                      | 47               | 35               | 57.3             |
| 7                | Lakers de Los Angeles                        | 45               | 37               | 54.9             |
| 8                | Kings de Sacramento                          | 44               | 38               | 53.7             |
|                  |                                              |                  |                  |                  |
| 9                | Jazz de l'Utah                               | 41               | 41               | 50.0             |
| 10               | Hornets de la Nouvelle-Orléans/Oklahoma City | 38               | 44               | 46.3             |
| 11               | SuperSonics de Seattle                       | 35               | 47               | 42.7             |
| 12               | Warriors du Golden State                     | 34               | 48               | 41.5             |
| 13               | Rockets de Houston                           | 34               | 48               | 41.5             |
| 14               | Timberwolves du Minnesota                    | 33               | 49               | 40.2             |
| 15               | Trail Blazers de Portland                    | 21               | 61               | 25.6             |

C - Champions NBA

### Tableau des playoffs
|  | 1er tour         | 1er tour                | 1er tour               |   |                        | Demi-finales de Conférence | Demi-finales de Conférence | Demi-finales de Conférence |  |   | Finales de Conférence | Finales de Conférence | Finales de Conférence |  |    | Finales NBA   | Finales NBA | Finales NBA |
|  |                  |                         |                        |   |                        |                            |                            |                            |  |   |                       |                       |                       |  |    |               |             |             |
|  | 1                | Pistons de Détroit      | 4                      |   |                        |                            |                            |                            |  |   |                       |                       |                       |  |    |               |             |             |
|  | 8                | Bucks de Milwaukee      | 1                      |   |                        |                            |                            |                            |  |   |                       |                       |                       |  |    |               |             |             |
|  | 8                | Bucks de Milwaukee      | 1                      |   | 1                      | Pistons de Détroit         | 4                          |                            |  |   |                       |                       |                       |  |    |               |             |             |
|  |                  |                         |                        |   | 1                      | Pistons de Détroit         | 4                          |                            |  |   |                       |                       |                       |  |    |               |             |             |
|  |                  | 4                       | Cavaliers de Cleveland | 3 |                        |                            |                            |                            |  |   |                       |                       |                       |  |    |               |             |             |
|  | 4                | 4                       | Cavaliers de Cleveland | 3 | Cavaliers de Cleveland | 4                          |                            |                            |  |   |                       |                       |                       |  |    |               |             |             |
|  | 4                |                         |                        |   | Cavaliers de Cleveland | 4                          |                            |                            |  |   |                       |                       |                       |  |    |               |             |             |
|  | 5                | Wizards de Washington   | 2                      |   |                        |                            |                            |                            |  |   |                       |                       |                       |  |    |               |             |             |
|  | 5                | Wizards de Washington   | 2                      |   |                        |                            |                            |                            |  | 1 | Pistons de Détroit    | 2                     |                       |  |    |               |             |             |
|  | Conférence Est   |                         |                        |   |                        |                            |                            |                            |  | 1 | Pistons de Détroit    | 2                     |                       |  |    |               |             |             |
|  |                  | 2                       | Heat de Miami          | 4 |                        |                            |                            |                            |  |   |                       |                       |                       |  |    |               |             |             |
|  | 3                | 2                       | Heat de Miami          | 4 | Nets du New Jersey     | 4                          |                            |                            |  |   |                       |                       |                       |  |    |               |             |             |
|  | 3                |                         |                        |   | Nets du New Jersey     | 4                          |                            |                            |  |   |                       |                       |                       |  |    |               |             |             |
|  | 6                | Pacers de l'Indiana     | 2                      |   |                        |                            |                            |                            |  |   |                       |                       |                       |  |    |               |             |             |
|  | 6                | Pacers de l'Indiana     | 2                      |   | 3                      | Nets du New Jersey         | 1                          |                            |  |   |                       |                       |                       |  |    |               |             |             |
|  |                  |                         |                        |   | 3                      | Nets du New Jersey         | 1                          |                            |  |   |                       |                       |                       |  |    |               |             |             |
|  |                  | 2                       | Heat de Miami          | 4 |                        |                            |                            |                            |  |   |                       |                       |                       |  |    |               |             |             |
|  | 2                | 2                       | Heat de Miami          | 4 | Heat de Miami          | 4                          |                            |                            |  |   |                       |                       |                       |  |    |               |             |             |
|  | 2                |                         |                        |   | Heat de Miami          | 4                          |                            |                            |  |   |                       |                       |                       |  |    |               |             |             |
|  | 7                | Bulls de Chicago        | 2                      |   |                        |                            |                            |                            |  |   |                       |                       |                       |  |    |               |             |             |
|  | 7                | Bulls de Chicago        | 2                      |   |                        |                            |                            |                            |  |   |                       |                       |                       |  | E2 | Heat de Miami | 4           |             |
|  |                  |                         |                        |   |                        |                            |                            |                            |  |   |                       |                       |                       |  | E2 | Heat de Miami | 4           |             |
|  |                  | W4                      | Mavericks de Dallas    | 2 |                        |                            |                            |                            |  |   |                       |                       |                       |  |    |               |             |             |
|  | 1                | W4                      | Mavericks de Dallas    | 2 | Spurs de San Antonio   | 4                          |                            |                            |  |   |                       |                       |                       |  |    |               |             |             |
|  | 1                |                         |                        |   | Spurs de San Antonio   | 4                          |                            |                            |  |   |                       |                       |                       |  |    |               |             |             |
|  | 8                | Kings de Sacramento     | 2                      |   |                        |                            |                            |                            |  |   |                       |                       |                       |  |    |               |             |             |
|  | 8                | Kings de Sacramento     | 2                      |   | 1                      | Spurs de San Antonio       | 3                          |                            |  |   |                       |                       |                       |  |    |               |             |             |
|  |                  |                         |                        |   | 1                      | Spurs de San Antonio       | 3                          |                            |  |   |                       |                       |                       |  |    |               |             |             |
|  |                  | 4                       | Mavericks de Dallas    | 4 |                        |                            |                            |                            |  |   |                       |                       |                       |  |    |               |             |             |
|  | 4                | 4                       | Mavericks de Dallas    | 4 | Mavericks de Dallas    | 4                          |                            |                            |  |   |                       |                       |                       |  |    |               |             |             |
|  | 4                |                         |                        |   | Mavericks de Dallas    | 4                          |                            |                            |  |   |                       |                       |                       |  |    |               |             |             |
|  | 5                | Grizzlies de Memphis    | 0                      |   |                        |                            |                            |                            |  |   |                       |                       |                       |  |    |               |             |             |
|  | 5                | Grizzlies de Memphis    | 0                      |   |                        |                            |                            |                            |  | 4 | Mavericks de Dallas   | 4                     |                       |  |    |               |             |             |
|  | Conférence Ouest |                         |                        |   |                        |                            |                            |                            |  | 4 | Mavericks de Dallas   | 4                     |                       |  |    |               |             |             |
|  |                  | 2                       | Suns de Phoenix        | 2 |                        |                            |                            |                            |  |   |                       |                       |                       |  |    |               |             |             |
|  | 3                | 2                       | Suns de Phoenix        | 2 | Nuggets de Denver      | 1                          |                            |                            |  |   |                       |                       |                       |  |    |               |             |             |
|  | 3                |                         |                        |   | Nuggets de Denver      | 1                          |                            |                            |  |   |                       |                       |                       |  |    |               |             |             |
|  | 6                | Clippers de Los Angeles | 4                      |   |                        |                            |                            |                            |  |   |                       |                       |                       |  |    |               |             |             |
|  | 6                | Clippers de Los Angeles | 4                      |   | 6                      | Clippers de Los Angeles    | 3                          |                            |  |   |                       |                       |                       |  |    |               |             |             |
|  |                  |                         |                        |   | 6                      | Clippers de Los Angeles    | 3                          |                            |  |   |                       |                       |                       |  |    |               |             |             |
|  |                  | 2                       | Suns de Phoenix        | 4 |                        |                            |                            |                            |  |   |                       |                       |                       |  |    |               |             |             |
|  | 2                | 2                       | Suns de Phoenix        | 4 | Suns de Phoenix        | 4                          |                            |                            |  |   |                       |                       |                       |  |    |               |             |             |
|  | 2                |                         |                        |   | Suns de Phoenix        | 4                          |                            |                            |  |   |                       |                       |                       |  |    |               |             |             |
|  | 7                | Lakers de Los Angeles   | 3                      |   |                        |                            |                            |                            |  |   |                       |                       |                       |  |    |               |             |             |

## Équipes

### Heat de Miami
| Effectif du Heat de Miami 2005-2006 |
| --- |
| 3 Dwyane Wade (MVP Finales) • 5 Derek Anderson • 8 Antoine Walker • 20 Gary Payton • 24 Jason Kapono • 25 Wayne Simien • 32 Shaquille O'Neal • 33 Alonzo Mourning • 40 Udonis Haslem • 42 James Posey • 49 Shandon Anderson • 51 Michael Doleac • 55 Jason Williams • Entraîneur : Pat Riley Entraîneur adjoint : Keith Askins • Bob McAdoo • Ron Rothstein • Erik Spoelstra |

### Mavericks de Dallas
| Effectif des Mavericks de Dallas 2005-2006 |
| --- |
| 2 Keith Van Horn • 5 Josh Howard • 6 Marquis Daniels • 7 DeSagana Diop • 10 Darrell Armstrong • 25 Erick Dampier • 28 Didier Mbenga • 31 Jason Terry • 33 Josh Powell • 34 Devin Harris • 41 Dirk Nowitzki • 42 Jerry Stackhouse • 44 Adrian Griffin Entraîneur : Avery Johnson |

## Résumé de la finale NBA
| Match  | Date    | Équipe à l'extérieur | Résultat           | Équipe à domicile |
| ------ | ------- | -------------------- | ------------------ | ----------------- |
| Game 1 | 8 juin  | Miami Heat           | 80–90 (0–1)        | Dallas Mavericks  |
| Game 2 | 11 juin | Miami Heat           | 86–99 (0–2)        | Dallas Mavericks  |
| Game 3 | 13 juin | Dallas Mavericks     | 96–98 (2–1)        | Miami Heat        |
| Game 4 | 15 juin | Dallas Mavericks     | 74–98 (2–2)        | Miami Heat        |
| Game 5 | 18 juin | Dallas Mavericks     | 100–101 (OT) (2–3) | Miami Heat        |
| Game 6 | 20 juin | Miami Heat           | 95–92 (4–2)        | Dallas Mavericks  |

## Statistiques individuelles

### Heat de Miami
| Joueur           | MJ | MC | MPG  | FG%  | 3P%  | FT%  | RPG  | APG | SPG | BPG | PPG  |
| ---------------- | -- | -- | ---- | ---- | ---- | ---- | ---- | --- | --- | --- | ---- |
| Shandon Anderson | 4  | 0  | 7.7  | .333 | .000 | .500 | 1.8  | 0.8 | 0.0 | 0.0 | 1.5  |
| Michael Doleac   | 1  | 0  | 1.2  | .000 | .000 | .000 | 0.0  | 0.0 | 0.0 | 0.0 | 0.0  |
| Udonis Haslem    | 6  | 6  | 29.2 | .500 | .000 | .300 | 6.2  | 0.3 | 1.2 | 0.0 | 6.5  |
| Jason Kapono     | 1  | 0  | 1.5  | .000 | .000 | .000 | 0.0  | 0.0 | 0.0 | 0.0 | 0.0  |
| Alonzo Mourning  | 6  | 0  | 11.0 | .692 | .000 | .667 | 3.2  | 0.0 | 0.3 | 1.5 | 4.3  |
| Shaquille O'Neal | 6  | 6  | 35.2 | .607 | .000 | .292 | 10.2 | 2.8 | 0.5 | 0.8 | 13.7 |
| Gary Payton      | 6  | 0  | 22.3 | .368 | .143 | .333 | 2.0  | 2.0 | 1.0 | 0.0 | 2.7  |
| James Posey      | 6  | 0  | 29.5 | .419 | .400 | .769 | 6.0  | 0.3 | 1.0 | 0.0 | 7.3  |
| Dwyane Wade      | 6  | 6  | 43.5 | .468 | .273 | .773 | 7.8  | 3.8 | 2.7 | 1.0 | 34.7 |
| Antoine Walker   | 6  | 6  | 36.6 | .391 | .270 | .556 | 5.5  | 2.2 | 0.7 | 0.5 | 13.8 |
| Jason Williams   | 6  | 6  | 31.3 | .360 | .345 | .636 | 1.8  | 4.7 | 0.5 | 0.0 | 8.8  |

### Mavericks de Dallas
| Joueur            | MJ | MC | MPG  | FG%  | 3P%  | FT%   | RPG  | APG | SPG | BPG | PPG  |
| ----------------- | -- | -- | ---- | ---- | ---- | ----- | ---- | --- | --- | --- | ---- |
| Darrell Armstrong | 1  | 0  | 6.3  | .000 | .000 | .000  | 1.0  | 0.0 | 0.0 | 0.0 | 0.0  |
| Erick Dampier     | 6  | 0  | 24.6 | .722 | .000 | .500  | 8.2  | 0.3 | 1.0 | 0.7 | 5.7  |
| Marquis Daniels   | 6  | 0  | 8.8  | .545 | .333 | .800  | 0.5  | 1.3 | 0.0 | 0.0 | 2.8  |
| DeSagana Diop     | 6  | 6  | 15.7 | .500 | .000 | .500  | 3.3  | 0.2 | 0.3 | 0.8 | 1.7  |
| Adrian Griffin    | 6  | 3  | 13.7 | .563 | .000 | .000  | 3.2  | 0.8 | 0.8 | 0.0 | 3.0  |
| Devin Harris      | 6  | 3  | 24.5 | .364 | .000 | .750  | 0.8  | 2.8 | 0.8 | 0.0 | 7.3  |
| Josh Howard       | 6  | 6  | 38.4 | .388 | .263 | .808  | 8.2  | 1.8 | 1.2 | 0.7 | 14.7 |
| Didier Mbenga     | 2  | 0  | 4.5  | .000 | .000 | .000  | 1.5  | 0.0 | 0.0 | 0.0 | 0.0  |
| Dirk Nowitzki     | 6  | 6  | 43.7 | .390 | .250 | .891  | 10.8 | 2.5 | 0.7 | 0.7 | 22.8 |
| Josh Powell       | 1  | 0  | 3.6  | .000 | .000 | .000  | 1.0  | 0.0 | 0.0 | 0.0 | 0.0  |
| Jerry Stackhouse  | 5  | 0  | 30.0 | .355 | .368 | .929  | 3.4  | 3.0 | 0.8 | 0.6 | 12.8 |
| Jason Terry       | 6  | 6  | 40.0 | .478 | .317 | .733  | 2.2  | 3.5 | 1.8 | 0.0 | 22.0 |
| Keith Van Horn    | 5  | 0  | 7.8  | .273 | .167 | .0000 | 1.2  | 0.0 | 0.0 | 0.0 | 1.4  |